# Bahius
Bahius is een monotypisch geslacht van kikkers uit de familie Strabomantidae. De wetenschappelijke naam werd voor het eerst gepubliceerd door Dubois, Ohler & Pyron in 2021 in het wetenschappelijk tijdschrift Megataxa.. 

## Soorten
Geslacht Bahius
- Soort Bahius bilinatus (Bokermann, 1975)

Bahius ·
Barycholos ·
Bryophryne ·
Euparkerella ·
Holoaden ·
Microkayla ·
Noblella ·
Psychrophrynella ·
Qosqophryne